# Salmon Tower Building
El Salmon Tower Building es un edificio de 31 plantas localizado en el número 11 de la calle 42 Oeste en Manhattan. Diseñado por Albert J. Wilcox, fue inaugurado en 1928, con más del 50% de su espacio en alquiler.
Está localizado justo al este del Aeolian Building. La empresa de Walter J. Salmon, Sr., la inmobiliaria que levantó el edificio, era conocida como 11 West 42nd Street, Inc. Es el inmueble contiguo al 500 Fifth Avenue, también construido por Salmon, Sr.

## Historia del edificio
La sede en Nueva York para la elección de Herbert Hoover a la Presidencia de los Estados Unidos en 1928 se instaló en la Salmon Tower.
En septiembre de 1941 hubo una huelga de ascensoristas en el edificio, de modo que solo cuatro de sus dieciocho ascensores operaban en la mañana del 25 de septiembre. En octubre de 1952 un fuego en los sótanos del edificio provocó que cinco bomberos tuvieran que ser atendidos por inhalación de humo.
La Torre Salmon fue vendida por la inmobiliaria de Charles Frederick Hoffman en junio de 1964, firmando un contrato de propiedad de más de sesenta años. En esa fecha el valor tasado del edificio ascendió a 5 250 000 dólares. El inmueble ocupa una parcela de 3200 metros cuadrados. Actualmente es propiedad de la empresa Tishman Speyer.

## Inquilinos
- CIT Group
- Kohn Pedersen Fox
- Springer Publishing Company
- TV Guide[8]
- NYU Schack Institute of Real State[9]